# Flaga Trynidadu i Tobago
Flaga Trynidadu i Tobago, symbolizuje jedność narodu we wspólnej sprawie. Poszczególne barwy symbolizują:
- Czerń – ludność
- Biel – ocean, słońce, czystość i równość
- Czerwień – przyjaźń, odwagę, wzniosłe cele

Przyjęta 31 sierpnia 1962 roku. Proporcje 3:5. Proporcje bandery morskiej 1:2.

## Sztandary osób rządzących

Sztandar prezydencki
Sztandar premiera

## Historyczne wersje flagi

Flaga kolonialna Trynidadu i Tobago (1889–1958)
Flaga kolonialna Trynidadu i Tobago (1958–1962)
Osobisty trynidadzki sztandar królowej Elżbiety II z lat 1962–1976